# Нижняя Ищередь
Нижняя Ищередь — село в Кораблинском районе Рязанской области, входит в состав Пустотинского сельского поселения. 

## Географическое положение
Расстояние от Рязани до Нижней Ищереди составляет около 100 км. В 3 км от Нижней Ищереди расположена деревня Верхняя Ищередь. Рядом хвойный лес. 

## История
Деревянная Крестовоздвиженская церковь с таковой же колокольней в Ищерди построена была в 1899 году тщанием прихожан и доброхотных жертвователей.
В XIX — начале XX века это село входило в состав Пустотинской волости Ряжского уезда Рязанской губернии. В 1906 году в селе было 96 дворов.
С 1929 года село являлось центром Нижне-Ищередского сельсовета Кораблинского района Рязанского округа Московской области, с 1937 года — в составе Рязанской области, с 2005 года — центр Пустотинского сельского поселения.

## Население
| 1897 | 1906 | 2010 |
| ---- | ---- | ---- |
| 505  | ↗671 | ↘14  |

## Известные люди
В Нижней Ищереди в семье сельского учителя родился Герой Советского Союза Галкин Павел Алексеевич.